# 心理相談員
心理相談員（しんりそうだんいん）とは、厚生労働省 労働基準局所管、特別民間法人 中央労働災害防止協会が認定する労働安全衛生関連の公的資格の名称、およびその有資格者のことである。
同協会の定める｢心理相談専門研修｣受講資格を要しており、認定試験は無いが、同協会が実施する専門研修を受講し、全課程修了後、登録申請すると指導者認定される。3年ごと更新が必要。
なお、ここで言う心理相談員は、一般的な相談機関に従事している相談員の名称とは異なる。

## 概要
厚生労働省では、労働者の心の健康増進向上のために「心と体の健康づくり運動（トータル・ヘルスプロモーション・プラン：THP）」を推進しており、「健康測定専門研修」「運動指導専門研修」「心理相談専門研修」「運動実践専門研修」「産業栄養指導専門研修」「産業保健指導専門研修」を行っている。
心理相談員とは、この「心と体の健康づくり運動」に準じ、中央労働災害防止協会が実施する研修のうち、「心理相談専門研修」を受講し、3日間の全課程を修了かつ中央労働災害防止協会に心理相談員の名称で指導者登録し、認定された者を指す。
心理相談専門研修においては、精神科医などの医師や公認心理師・臨床心理士のような専門家に要求される高度な精神医学／臨床心理学的専門知識や心理療法・心理カウンセリングの臨床的技術はある程度は持っているとみなされ、職場のメンタルヘルス（産業精神保健）対策に必要な知識を学ぶとともに、心身両面に配慮した健康づくりについてを理解し、働く人のストレスに対する気づきの援助やリラクセーションの指導を中心としたメンタルヘルス教育や相談対応に必要な技法を体得させる研修となっている。
そのため、心理相談員は、資格取得後、自己研鑽や事業所等での実践を積み重ね、3年おきの更新審査のため、同協会の定める所定の単位数を得なければ、更新の要件を満たさず、心理相談員の登録は抹消される。
また、以前は、基礎的・初歩的資格な意味合いで、人事担当者など在職労働者の取得するケースが多かったが、今は「産業カウンセラー」等資格取得者が心理相談員資格への移行または併用が目立っている。

## 心理相談専門研修
東京、仙台、名古屋、大阪、広島、福岡など大都市圏で開講され、定員は各地60～100名程度。研修期間は3日間、合計約19時間。受講料は46,000円。

### 受講資格
1. 大学（原則として4年制）において、心理系（認定心理士取得可能レベル）、社会福祉系、保健系（医学・歯学・獣医学を含む）の正規の学科を修めて卒業した者
2. 運動指導専門研修またはヘルスケア・トレーナー養成研修を修了した者
3. 保健師の資格を有する者
4. 看護師の資格を有する者で、健康に関する面接または相談の経験を1年以上有する者
5. 助産師の資格を有する者で、健康に関する面接または相談の経験を1年以上有する者
6. 労働衛生コンサルタントの資格を有する者で、健康に関する面接または相談の経験を2年以上有する者
7. 衛生管理者の資格を有する者で、健康に関する面接または相談の経験を3年以上有する者
8. その他、1～7までと同等の資格を有していると認められる者
9. →※令和4年度の研修からは、実務経験が不問となった。また、産業カウンセラーや社会福祉士、精神保健福祉士、臨床心理士、認定心理士、公認心理師、臨床心理士も明記されるようになり、対象者が拡大された。